# Josep Gorina i Pujol
Josep Gorina i Pujol (Sabadell, ? de juny de 1851 - 14 de gener de 1925) fou un industrial tèxtil català.
Acabats els estudis primaris, Josep Gorina s'inicià en el món laboral a la fàbrica que el seu pare, Joan Gorina Morató, havia construït a la capital vallesana el 1835. Quan aquest darrer va morir el 1886, Josep Gorina va mantenir el nom fundacional de la societat fins que el 1921 esdevingué Joan Gorina i Fills, Successors. Josep Gorina havia ampliat i millorat les instal·lacions de la fàbrica fins a situar-la a primera fila de la indústria tèxtil sabadellenca.
Gorina va presidir el Gremi de Fabricants i la Cambra de Comerç i de la Indústria i va ser vocal de la Junta d'Arancels i Valoracions del Regne. Va ser també un dels fundadors del Banc de Sabadell i president de la Caixa de Pensions per a la Vellesa i d'Estalvis, i de la Junta d'Administració de l'Escola Industrial d'Arts i Oficis.
Durant la visita del Rei Alfons XIII a Sabadell, aquest va ser rebut a l’ajuntament, va visitar les cases barates i el velòdrom i la fàbrica Joan Gorina i Fills, Successors, on va ser rebut per Josep Gorina i la seva família.
Va morir l’any 1925 a la seva casa situada al número 247 de la Rambla. L’Ajuntament presidit per Esteve Maria Relat va prendre l'acord de donar el seu nom a un carrer de Sabadell.